# دير كورزوك
كورزوك، هو دير تابع للبوذية التبتية المنتمية لسلالة دروكبا، وهي أيضاً قرية قديمة تقع شمال غرب ضفة بحيرة «تسو موريري» في مقاطعة ليه، لداخ في الهند. وتعتبر إحدى أعلى المناطق في العالم، حيث تقع على ارتفاعات تتراوح بين 4,520 متر (14,830 قدم) إلى 4,570 متر (14,990 قدم). يتضمن دير غومبا مساكن لغوتاما بودا على ارتفاع 4560 متر وفيه تماثيل أخرى. ويعتبر الدير مسكناً لحوالي 70 راهباً.
في الماضي، كان الدير مقراً لبوبشو، وهو دير مستقل لكن تحت إشراف كورزوك رينبوتش المعروف باسم لانغنا رينبوتش. وقد كان كورزوك رينبوتش الثالث هو مؤسس دير كورزوك.
عمر هذا الدير حوالي 300 عام، إذ بني في القرن السابع عشر الميلادي، ثم أعيد بناؤه في القرن التاسع عشر.

## صور

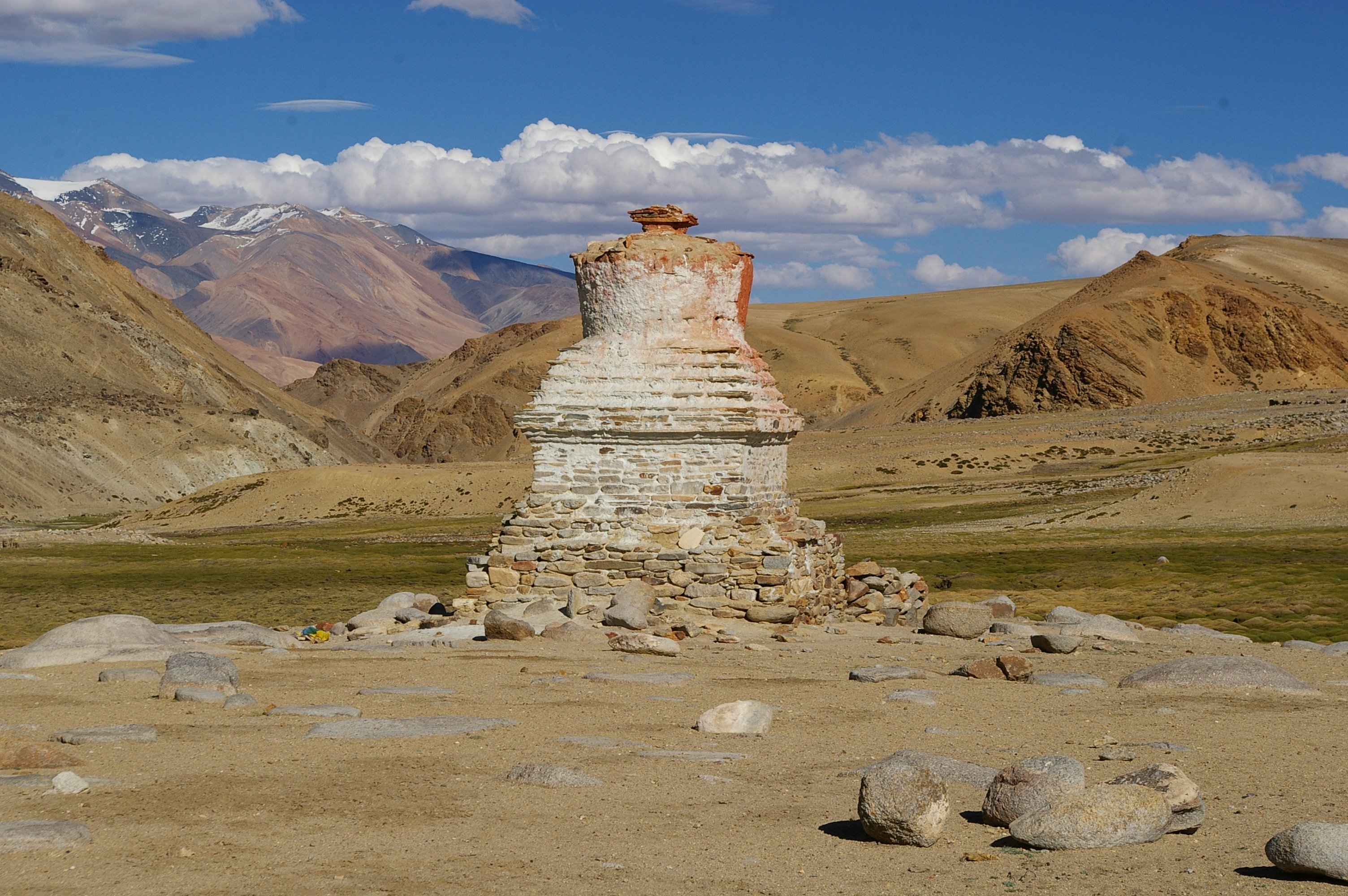
ستوبا في كورزوك
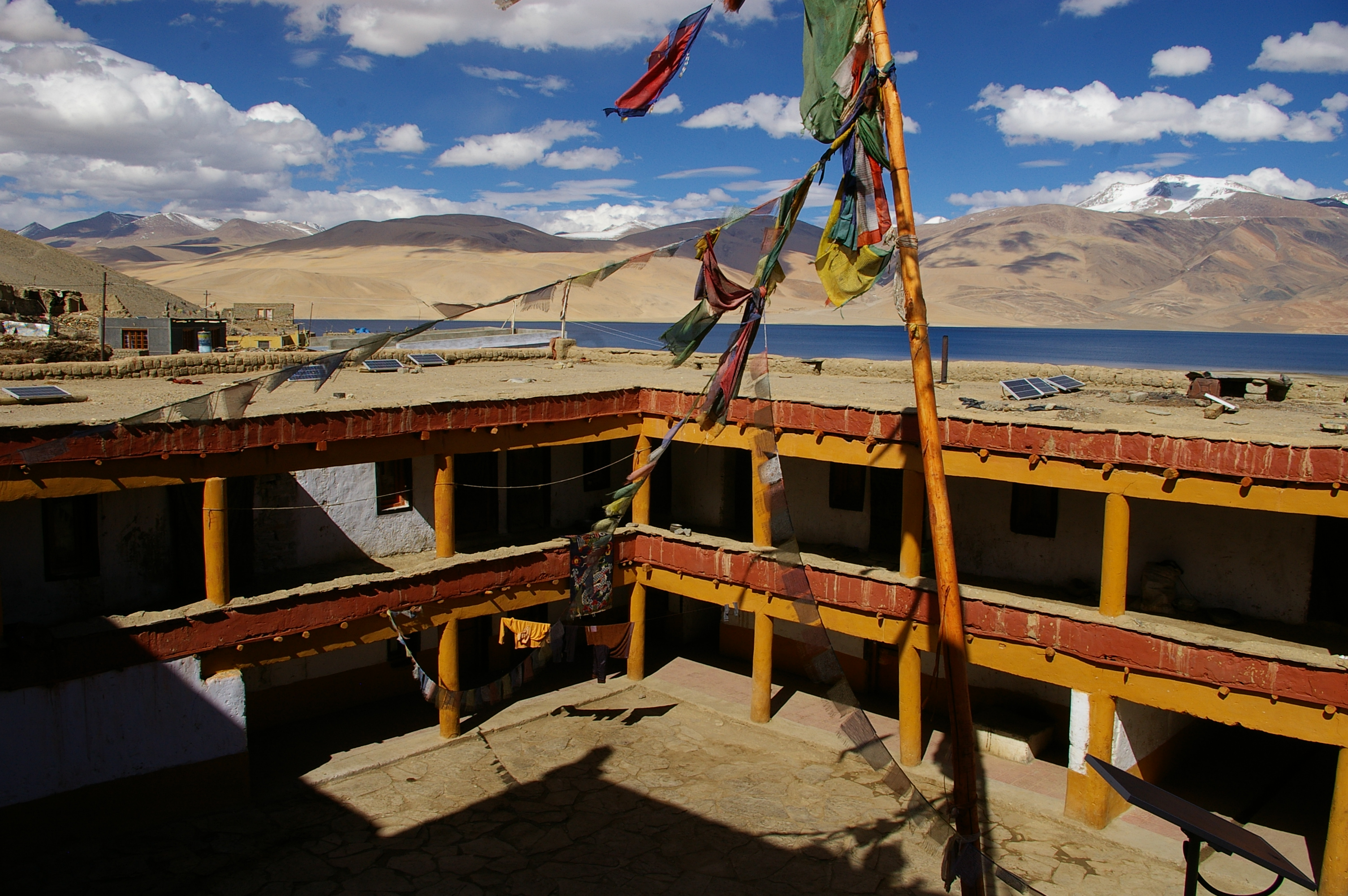
منظر من دير كورزوك
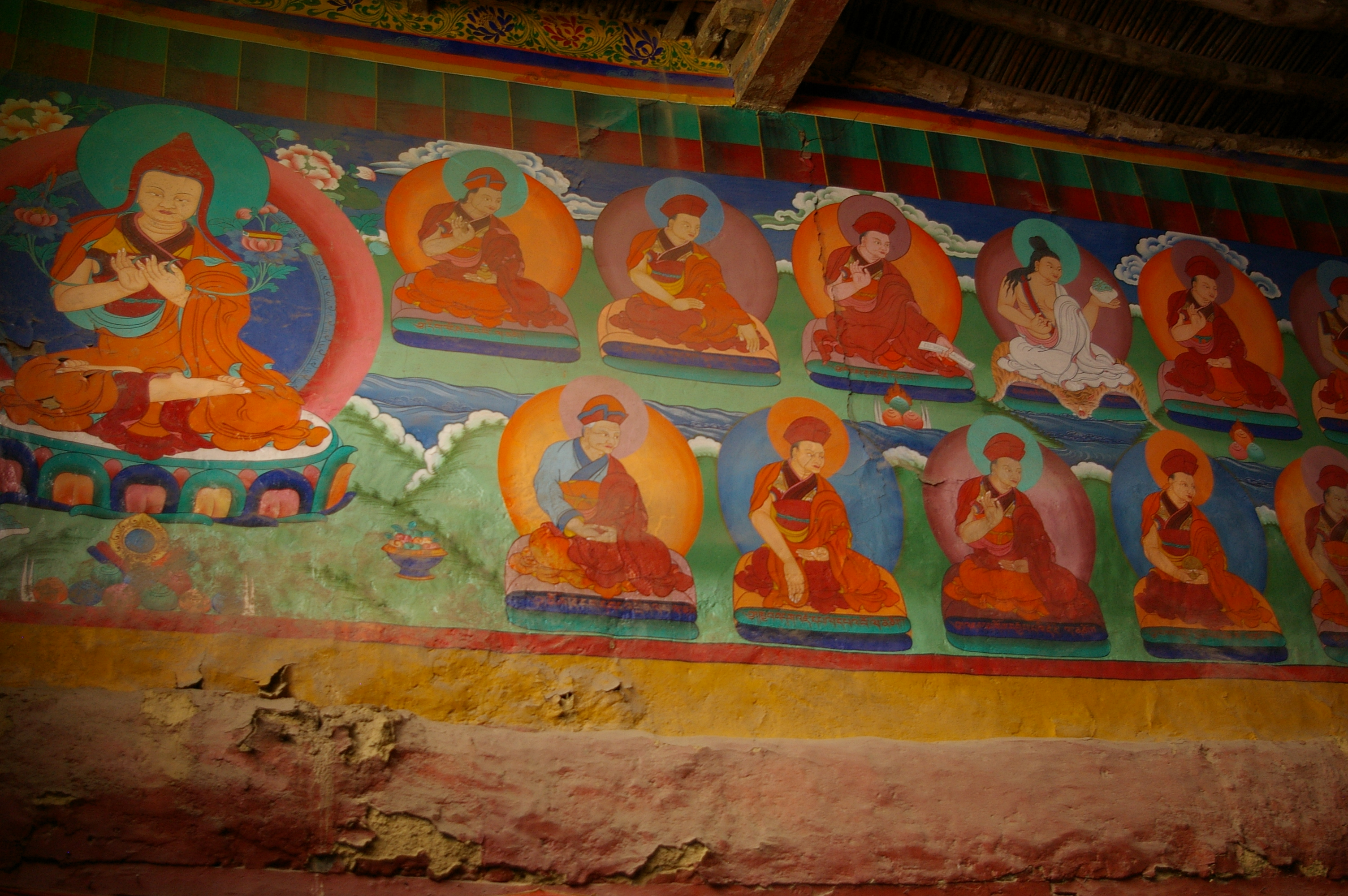
رسومات في دير كورزوك
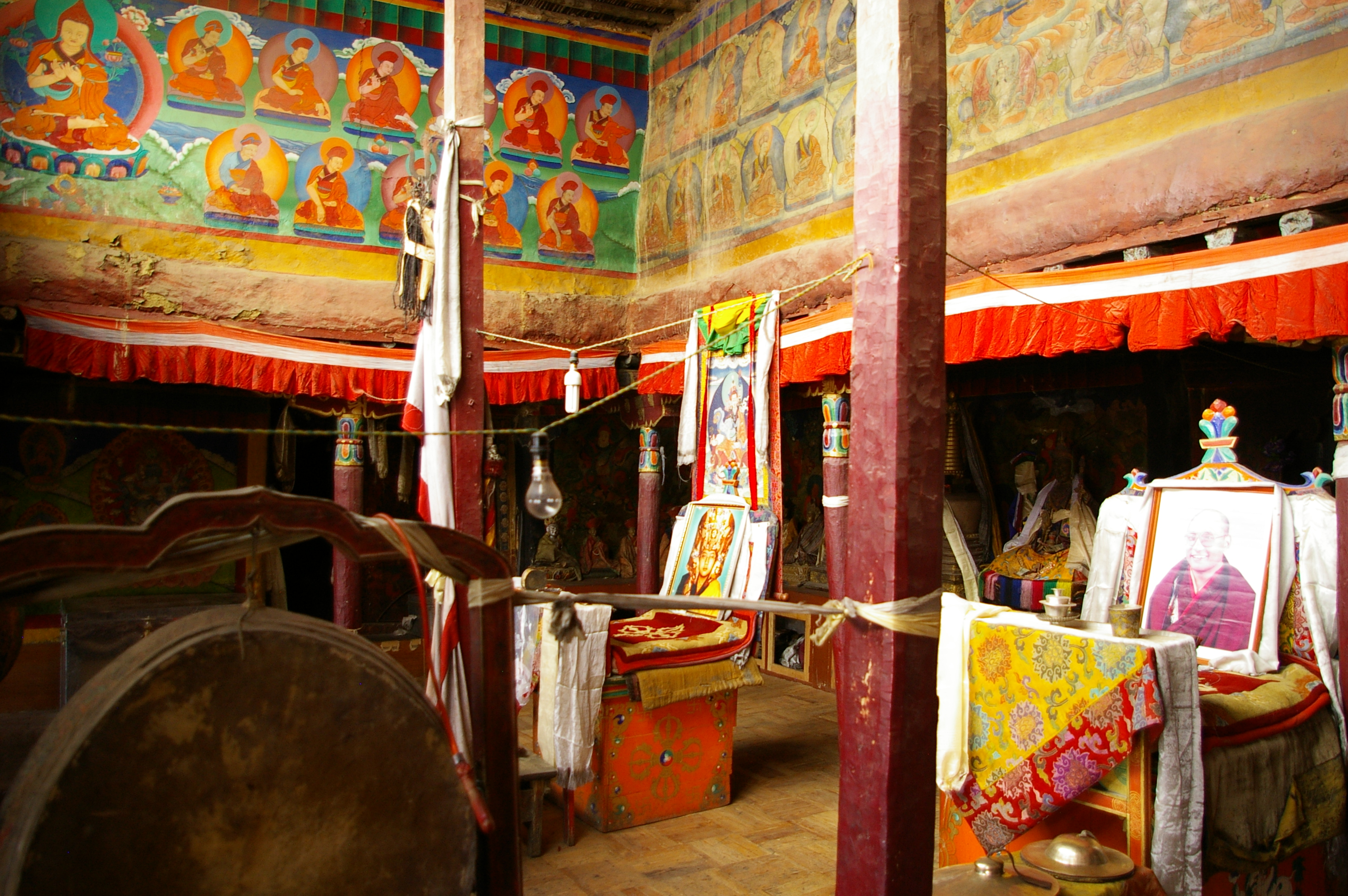
رسومات في دير كورزوك